# Konrad Niedźwiedzki
Konrad Łukasz Niedźwiedzki, né le 2 janvier 1985 à Varsovie, est un patineur de vitesse polonais.

## Biographie
Konrad Niedźwiedzki est le porte-drapeau de la délégation polonaise pour les Jeux olympiques d'hiver de 2010.

## Palmarès

### Jeux olympiques
| Épreuve / Édition   | 500 mètres | 1 000 mètres | 1 500 mètres | 5 000 mètres | 10 000 mètres | Mass start | Poursuite par équipes               |
| JO 2006 Turin       | —          | 13e          | 12e          | —            | —             | —          | —                                   |
| JO 2010 Vancouver   | 31e        | 27e          | 17e          | —            | —             | —          | —                                   |
| JO 2014 Sotchi      | —          | 16e          | 20e          | —            | —             | —          | Médaille de bronze, Jeux olympiques |
| JO 2018 Pyeongchang | —          | 23e          | 20e          | —            | —             |            | —                                   |

Légende :
- : première place, médaille d'or
- : deuxième place, médaille d'argent
- : troisième place, médaille de bronze
- : pas d'épreuve
- — : Non disputée par le patineur
- DSQ : disqualifiée

### Championnats du monde
- 2013 à Sotchi
  -  Médaille de bronze en poursuite par équipes